# (1738) Oosterhoff
(1738) Oosterhoff – planetoida z pasa głównego asteroid okrążająca Słońce w ciągu 3 lat i 83 dni w średniej odległości 2,18 au. Została odkryta 16 września 1930 roku w Leiden Station w Johannesburgu przez Hendrika van Genta. Nazwa planetoidy pochodzi od Pietera Theodorusa Oosterhoffa (1904–1978), holenderskiego astronoma. Przed nadaniem nazwy planetoida nosiła oznaczenie tymczasowe (1738) 1930 SP.